# Окружне послання
Окружне послання — твір, написаний клинцівським (Чернігівська губ.) міщанином, представником Білокриницької церковної ієрархії Л.Кабановим (Ксеносом). Виданий 1862 від імені Московської духовної ради (постійно діючого дорадчого органу при старообрядському архієпископові Антонієві Володимирському). В історії Білокриницької ієрархії документ відіграв вирішальну роль, привів до переоцінки старообрядцями свого місця у навколишньому світі та зміни ідеологічних засад частини віруючих цієї церкви. Поштовхом до його створення стало відновлення трьохчинної церковної ієрархії. Поновивши єпископат, старовіри, які приймали священство, зобов'язалися дати оцінку всьому старообрядському рухові з метою показати безпідставність та згубність різноманітних безпопівських учень, які проповідували зникнення істинної хіротонії у всій Вселенній, не визнавали двоскладний, рівноконечний хрест, висловлювали думки про винищення священицького та чернечого чину, проповідували вчення про 10 перстів та рогів, котрі символізували розділення Римськкої імперії на 10 частин, стверджували, що після 10-го та останнього російського царя настане Кінець світу. Л.Кабанов (Ксенос) закликав відходити від різних невірних учень, не приймати «лжесоставленные сочинения». Осн. завданням О.п. стало залучення всіх старообрядських конфесій у лоно єдиної старообрядської церкви.
О.п. містить в собі аналіз 10-ти «безпопівських зошитів», які надзвичайно широко були розповсюджені в старовірському середовищі. Раннє старообрядство не мало чіткого поділу старовірів на тих, хто визнавав духовенство, і тих, хто його заперечував. Крайні радикальні настрої бродили як у «безпопівстві», так і в «попівстві». Старообрядці вважали, що з часу розколу Рос. правосл. церкви на новообрядську («никоніанську») та старообрядську («розкольницьку») у світі воцарився Антихрист, який винищив святу хіротонію, чернецтво тощо, та чекали Кінця світу. Проте час ішов, а обіцяний Кінець світу не наставав. Водночас серед старовірів дедалі гостріше ставилася проблема наявності старообрядського духовенства. Священики старого рукопокладення вимирали, а нових не було кому ставити. У виснажених переслідуваннями старовірів народжуються нові ідеї: якщо у світ не прийшов реальний Антихрист, значить, у ньому воцарився Антихрист духовний. Багато радикально налаштованих старообрядців бачили Антихриста в образі рос. царя Петра І, у тих його запозиченнях із Заходу та перетвореннях, що відбувалися всередині країни. Безпопівці не приймали духовенства панівної церкви, не визнавали його благодатності і спасительності та залишалися без здійснення більшості таїнств, властивих правосл. церкві. Антицерк. та антимонархічний протест був характерний не лише крайнім старообрядським рухам.
В О.п. старообрядці вперше в порозкольний час визнають спасительність триразового занурення у воду при здійсненні чину хрещення панівною церквою (при умові, якщо воно відповідає вимогам старообрядців). Білокриницькі старообрядці заявляють, що панівна в Росії церква, разом із грецькою, вірує не в іншого, а в того самого Бога — «Творця неба і землі». Вони стверджують, що інститут Церкви та існуюче в ньому священство «пребудет до скончания века». Л.Кабанов (Ксенос) аналізував осн. полемічні твори безпопівців, визнав їх за брехливі та шкідливі.

## Протиокружницький розкол
О.п. знайшло своїх прихильників серед значної частини білокриницьких старообрядців, які позитивно сприйняли послання. Їх стали називати «окружниками». Проте багато було й тих, хто його не підтримав. Вони почали називатися «неокружниками», «протиокружниками» або «калантаївцями». У гострій полеміці окружники називали протиокружників «роздорниками». З метою примирення ворогуючих сторін О.п. кілька разів піддавалося знищенню, та його наслідки були надзвичайно живучими.
1863 О.п. спричинило супротив у Куренівському Свято-Нікольському чоловічому монастирі Ольгопільського повіту Подільської губернії (нині Чечельницького району Вінницької обл.), який став осн. противником послання. Братія монастиря виявила рішуче незадоволення поведінкою єпископа Варлаама Балтського (офіц. резиденція якого знаходилася в цьому монастирі), який був серед тих єпископів, що підписали цей документ. Для більшості старообрядців «тутешньої Палестини» О.п. стало «нечуваною новиною». Через інформаційні канали старообрядців звістка про послання миттєво рознеслася по всьому старообрядському світові, оскільки Куренівський Свято-Нікольський монастир мав великий духовний вплив на рос. і зарубіжних старообрядців. Монастир підтримали поряд розміщений жін. скит, більша частина старообрядських поселень Правобережної України, Півд. України, Бессарабії та ін. рос. і зарубіжних регіонів. Моск. Рогозький центр був серйозно стурбований позицією Куренівського Свято-Нікольського монастиря, адже в 2-й пол. 19 ст. він був головним та одним із найбільш авторитетних монастирів у системі Білокриницької ієрархії. Моск. старообрядці намагалися вплинути на куренівських ченців та ін. своїх послідовників, однак щоразу наштовхувалися на протест, який призвів до розколу Білокриницької церк. ієрархії на 2 частини: окружницьку та протиокружницьку.
Початок неокружницькій ієрархії поклав єпископ Московський Антоній II, прозваний у народі «Гуслицьким» (у миру — Афанасій Климов). Антоній заповідав Йосипу Нижегородському возвести після себе нового неокружницького єпископа. Згодом Йосип рукопоклав на Балтську неокружницьку єпархію єпископом Кирила I (Яблочникова). Після самозречення престолу звільнене місце архієрея балтської кафедри посів єпископ Симеон (Бельченко). З 1897 Балтську єпархію очолював єпископ Кирило II. З возведенням у єпископи Петра (Іванова) балтські архієреї позбавилися гідності йменуватися Бессарабськими, оскільки межі Балтської єпархії неокружників були дещо звужені. Бессарабський єпископ отримав титул Бендерського та всієї Бессарабії, а Балтський став іменуватися ще й Одеським. Після примирення єпископа Кирила II з окружниками на Балтську єпархію був возведений єпископ Мефодій (Соколов). По ньому Балтську неокружницьку єпархію очолювали єпископи: Філагрій (Кізін), Веніамін I та Сава (Суржиков). 1946 Балтська неокружницька єпархія припинила своє існування.
На 1935 Древлєправославна церква Христова, що не приймала Окружного послання, налічувала 7 єпархій: Московську, Ржевську, Богородську, Балтську (або Південну), Казанську, Донську та Уральську. Першопрестольну Моск. кафедру посідав єпископ Геннадій, Ржевську — єпископ Петро (Глазов), Балтську — єпископ Веніамін I, Богородську — єпископ Данило. Казанська, Донська та Уральська єпархії виявилися не обсадженими.
Протиокружницький розкол тривав понад 80 років. У зв'язку зі зникненням власного єпископату наприкінці 1940-х — на поч. 1950-х рр. неокружники приєдналися до Моск. старообрядницької архієпископії Рус. правосл. старообрядської церкви.
О.п. витримало кілька видань: 1864 в м. Ясси (Румунія) воно було видрукувано ченцем Олімпієм, 1876 в м. Коломия — ченцем Миколою, 1893 в м. Москва — професором Моск. духовної академії М.Субботіним, 2006 в м. Київ — С.Таранцем.